# (487581) 2015 BE519
(487581) 2015 BE519 ist ein großes transneptunisches Objekt im Kuipergürtel, das bahndynamisch als Scattered Disk Object (SDO) eingestuft wird. Aufgrund seiner Größe gehört der Asteroid möglicherweise zu den Zwergplanetenkandidaten.

## Entdeckung
2015 BE519 wurde am 20. Januar 2015 von einem Astronomenteam im Rahmen des Pan-STARRS-Projekts am Haleakalā-Observatoriums (Maui) entdeckt. Die Entdeckung wurde nach der Bestätigung durch das Mauna-Kea- (Hawaii) und das Las-Campanas-Observatorium (Chile) durch die Astronomen Scott Sheppard, Chad Trujillo und David Tholen am 19. Juli 2016 bekanntgegeben, der Planetoid erhielt später von der IAU die Kleinplaneten-Nummer 487581.
Nach seiner Entdeckung ließ sich 2015 BE519 auf Fotos, die im Rahmen des Sloan-Digital-Sky-Survey-Programmes (SDSS) am Apache-Point-Observatorium (New Mexico) gemacht wurden, bis zum 7. Dezember 2002 zurückgehend identifizieren und so seinen Beobachtungszeitraum um 13 Jahre verlängern, um so seine Umlaufbahn genauer zu berechnen. Seither wurde der Planetoid durch verschiedene erdbasierte Teleskope beobachtet. Im April 2017 lagen insgesamt 108 Beobachtungen über einen Zeitraum von 14 Jahren vor. Die bisher letzte Beobachtung wurde im März 2016 am Las-Campanas-Observatorium durchgeführt. (Stand 24. März 2019)

## Eigenschaften

### Umlaufbahn
2015 BE519 umkreist die Sonne in 329,66 Jahren auf einer leicht elliptischen Umlaufbahn zwischen 44,73 AE und 50,71 AE Abstand zu deren Zentrum. Die Bahnexzentrizität beträgt 0,063, die Bahn ist 24,76° gegenüber der Ekliptik geneigt. Derzeit ist der Planetoid 47,23 AE von der Sonne entfernt. Das Perihel durchlief er das letzte Mal 1948, der nächste Periheldurchlauf dürfte also im Jahre 2278 erfolgen.
Marc Buie (DES) klassifiziert den Planetoiden als SDO, während vom Minor Planet Center keine spezifische Einstufung existiert; letzteres ordnet ihn als Nicht-SDO und allgemein als «Distant Object» ein. Das Johnston’s Archive führt es als «other TNO» auf, was bedeutet, dass es mit Sicherheit kein Cubewano oder Resonantes KBO ist.

### Größe
Derzeit wird von einem Durchmesser von 329 km ausgegangen, basierend auf einem Rückstrahlvermögen von 8 % und einer absoluten Helligkeit von 5,8 m. Ausgehend von diesem Durchmesser ergibt sich eine Gesamtoberfläche von etwa 340.000 km2. Die scheinbare Helligkeit von 2015 BE519 beträgt 22,28 m.
Da es denkbar ist, dass sich 2015 BE519 aufgrund seiner Größe im hydrostatischen Gleichgewicht befindet und somit weitgehend rund sein könnte, erfüllt er möglicherweise die Kriterien für eine Einstufung als Zwergplanet. Mike Brown geht davon aus, dass es sich bei 2015 BE519 um vielleicht einen Zwergplaneten handelt.
| Jahr                                         | Abmessungen km | Quelle   |
| -------------------------------------------- | -------------- | -------- |
| 2018                                         | 352,0          | Johnston |
| 2018                                         | 329,0          | Brown    |
| Die präziseste Bestimmung ist fett markiert. |                |          |